# Adam Pitthan
Adam Pitthan (* 7. Oktober 1824 in Zotzenheim; † 2. Januar 1898 ebenda) war ein hessischer Politiker (Freisinn) und Abgeordneter der 2. Kammer der Landstände des Großherzogtums Hessen.
Adam Pitthan war der Sohn des Landwirts Adam Pitthan und dessen Ehefrau Anna Elisabeth, geborene Hangen. Pitthan, der evangelischen Glaubens war, war Landwirt in Zotzenheim und heiratete Katharina geborene Hepp.
Von 1880 bis 1887 und wieder von 1893 bis 1898 gehörte er der Zweiten Kammer der Landstände an. Er wurde für den Wahlbezirk Rheinhessen 3/Wöllstein gewählt. Pitthan war auch Bürgermeister von Zotzenheim.